# Cheiridopsis nelii
Cheiridopsis nelii är en isörtsväxtart som beskrevs av Schwant. Cheiridopsis nelii ingår i släktet Cheiridopsis och familjen isörtsväxter. Inga underarter finns listade i Catalogue of Life.